# Автошлях Т 2011
Автошлях Т 2011 — автомобільний шлях територіального значення в Тернопільській області. Проходить територією Гусятинського району через Копичинці — Гусятин. Загальна довжина — 18,8  км.